# James Moore (político)
James Moore (1650-1706) fue un gobernador inglés de la Provincia de Carolina entre los años 1700 y 1703. Es conocido sobre todo por liderar varias expediciones contra la Florida Española durante la Guerra de la Reina Ana entre las que se cuentan la Masacre de Apalache de 1704 y los ataques entre 1704 y 1706 a las Misiones españolas en Florida las cuales prácticamente hizo desaparecer.

## Primeros años
Poco se sabe de los orígenes de James Moore. Durante su vida afirmó en varias ocasiones que era hijo de Rory O'Moore, uno de los líderes de la Rebelión irlandesa de 1641 y que, por supuesto, él había heredado el espíritu rebelde de su padre. La primera vez que aparece el nombre de James Moore en los archivos de la Provincia de Carolina es en 1675, antes de la creación del concejo colonial y figura en representación de Margaret Berringer Yeamans, viuda de Sir John Yeamans. Por esas fechas también se tiene constancia de la primera boda de su hija llamada Margaret.  

## Carrera política
Durante los años 1677, 1682 y 1683 Moore sirvió al concejo colonial. En 1690 jugó un importante papel en una expedición dentro del territorio de Carolina, cruzando las Montañas Apalache para investigar las posibilidades de comercio con la población india. En 1698 fue elegido miembro de la asamblea colonial y es descrito como la mano derecha de Sir John Colleton. Al año siguiente fue nombrado Jefe de justicia de la colonia cargo que ostentó hasta ser nombrado gobernador en el año 1700 en sustitución del fallecido Joseph Blake.
James Moore era el cabecilla de una de las facciones políticas coloniales de Carolina del Sur llamada "Goose Creek Men". Posteriormente, Goose Creek será el nombre que reciba un área del Área metropolitana de Charleston-North Charleston-Summerville.
En 1683 los Lords Propietors concedieron a Moore 2400 acres (940 hectáreas) de tierra que él llamó estado de Boochowee. Parte de esta tierra es conocida en la actualidad como Liberty Hall Plantation.

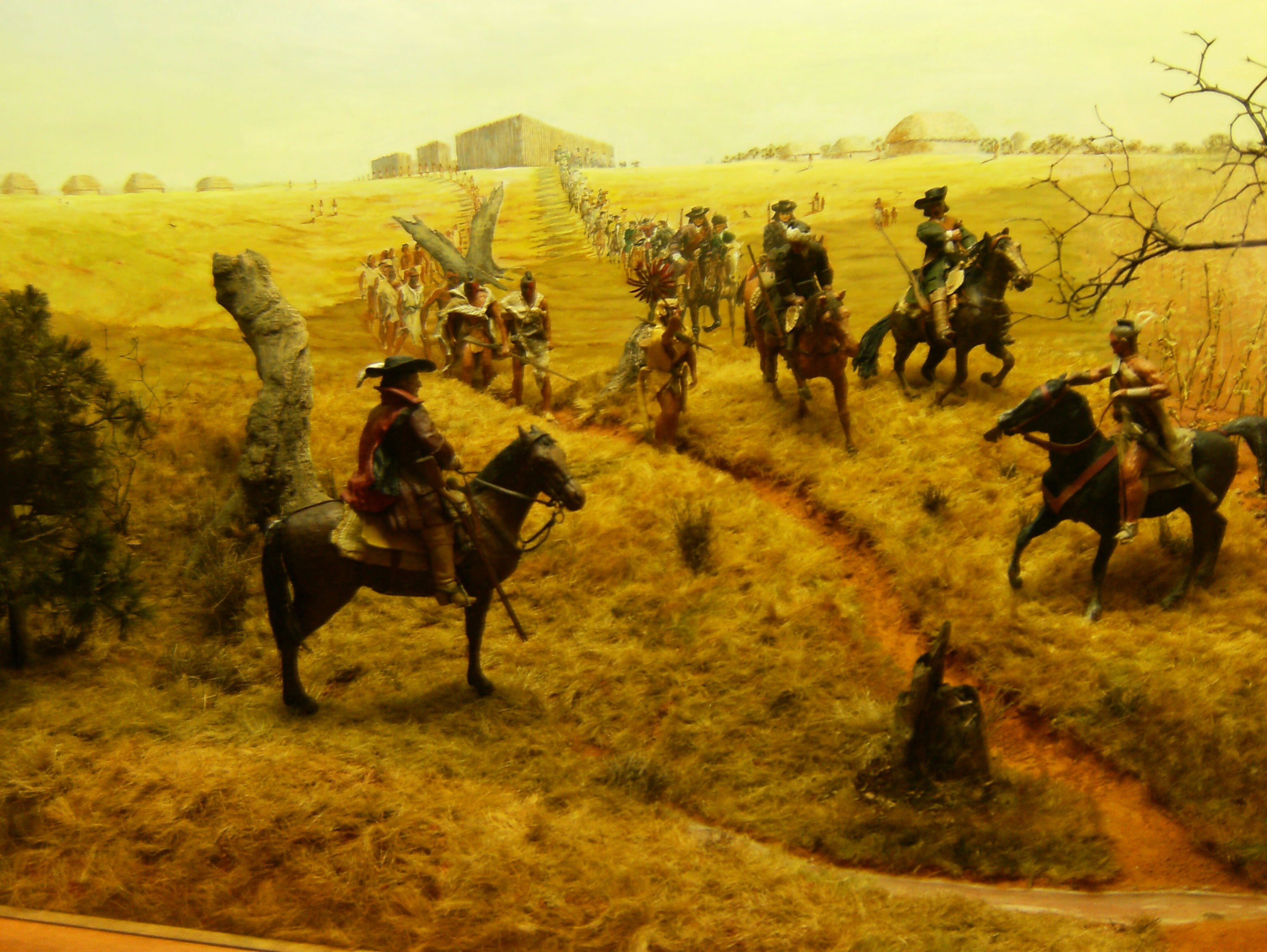
James Moore al frente de sus tropas. Cuadro del Ocmulgee National Monument.

Entre 1700 y 1703 Moore fue el gobernador británico de Carolina que en aquellos momentos pasaba por su proceso de división en dos provincias, Carolina del Norte y Carolina del Sur. Durante este periodo dirigió una serie de ataques desde Carolina a la Florida Española confiando en nativos aliados, especialmente Yamasee, para formar el núcleo principal de su fuerza militar. Con la declaración formal de la Guerra de la Reina Ana en 1702, Moore contaba con 500 coloniales, 300 nativos aliados y 14 pequeñas embarcaciones con las que se dedicó a hacer incursiones a lo largo de la costa española de Florida destruyendo las misiones españolas de Guale y Mocama. En total destruyó 14 misiones matando a cientos de sus habitantes y obligando el desplazamiento de unos 9.000 indios al tiempo que unos 4.000, principalmente mujeres y niños, eran capturados y esclavizados. En el año 1708 estas capturas eran un tercio de los esclavos que servían en las plantaciones de Carolina. También devastó las tierras en torno a la ciudad de San Agustín, pero mientras que la ciudad  resultaba arrasada su bastión central, el Castillo de San Marcos donde se habían refugiado los españoles y muchos de sus aliados, resistió el asedio impuesto por Moore. A pesar de todo, la campaña de Moore fue vista por sus superiores como una desastre debido al fracaso a la hora de tomar el fuerte y los tremendos gasto ocasionados. Por ello Moore  renunció a su puesto.
En 1704 Moore lideró una expedición al oeste de la Florida formada por 50 ingleses y 1.000 indios creek, Yamasee y de otras tribus aliadas provocando la Masacre de Apalache. Los apalache eran los últimos y más poderosos aliados de los españoles en la región. Esta derrota supuso que muchos apalaches fueran esclavizados y enviados a las Indias Occidentales. Otros, algunos voluntariamente, fueron recolocados en el área del río Savannah en un régimen de semi-servidumbre. Otra consecuencia de la Masacre de Apalache fue el colapso del sistema defensivo de la Florida y en los siguientes años, ingleses y nativos aliados, prácticamente exterminaron a la población indígena de la Florida hasta los Cayos.
Sin embargo, la derrota de Moore en la Florida Española fue vista como una gran victoria por la población de Carolina los cuales llevaban años luchando contra los españoles por el control de la región. Esto también sirvió para estrechar lazos entre varias tribus del sur (especialmente creek y Cheroqui) y la colonia de Carolina. Con estas dos tribus de aliados los ingleses aseguraron una posición de dominio sobre las pretensiones españolas y francesas en el sur de Norteamérica.   
James Moore falleció en 1706 por una enfermedad tropical, posiblemente fiebre amarilla. Su hijo del mismo nombre fue elegido para el mismo puesto en 1719 tras el derrocamiento del anterior gobernador.

## Familia
James Moore contrajo nupcias con Margaret Berringer, hija de Lady Margaret Yeamans. Su hija, Mary Moore, se casó con Job Howe, otro miembro de los "Goose Creek Men". James Moore y sus esposa tuvieron hasta diez hijos la mayoría de los cuales se trasladaron a la Región de Cape Fear donde ellos y sus descendientes se convirtieron en una de las familias más poderosas la región y a la que se la conocía como simplemente La Familia. Moore fue el abuelo de James Moore, general en la Guerra de Independencia de los Estados Unidos y bisabuelo de Robert Howe, general del Ejército Continental.
La familia Moore importó cerca de 4.000 esclavos africanos dentro de ambas Carolinas, la mayoría de ellos para sus extensas propiedades, plantaciones y granjas en la zona de Cape Fear. 